# Le Perthus
Le Perthus (pronunciación francesa [lə pɛʁtys]) (en español y en catalán El Pertús [əɫ pərˈtus]) es un municipio francés situado en el departamento de los Pirineos Orientales. Pertenece al distrito y al cantón de Céret y contaba con 579 habitantes en 2007.
Es un pueblo fronterizo: está en la frontera entre Francia y España. La Route nationale 9 lo divide en dos partes: el norte y el oeste del pueblo forman parte del Vallespir y el este y el sur pertenecen al Alto Ampurdán (el pueblo de El Portús, municipio de La Junquera, provincia de Gerona).

## Geografía
El paso de Le Perthus (en español Collado de las Panizas, en francés Col du Perthus, en catalán Coll de Panissars) es el más bajo de los Pirineos orientales. Esto explica por qué la Route nationale 9 y la Autoroute A9 atraviesan dicha cadena montañosa por aquí. En un futuro próximo, acogerá la línea TGV París-Barcelona. Aunque el pueblo está situado al sur del paso, está compartido entre España y Francia, a fin de que esta última guarde la soberanía del fuerte de Bellegarde, que controlaba el paso entre los dos países.

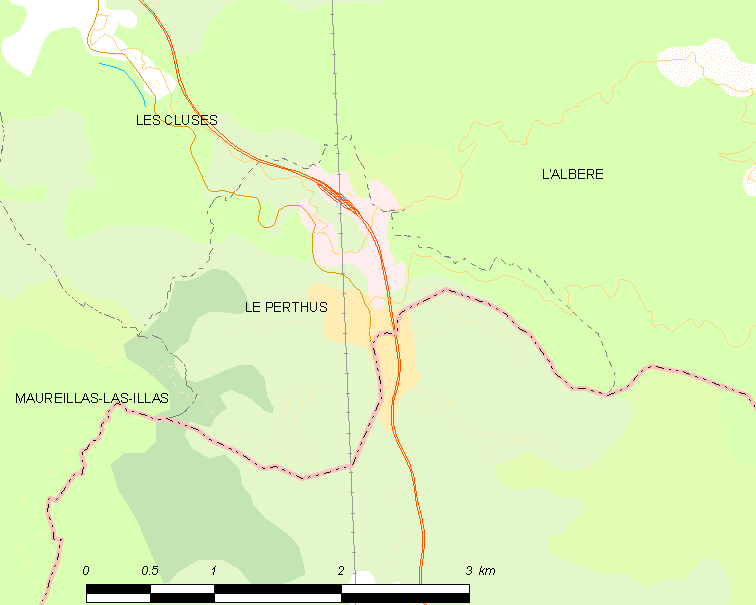
Situación del Pertús

La comuna de Le Perhus limita con Maureillas-las-Illas, L'Albère, Les Cluses y La Junquera (España).

## Historia
Al principio, la localidad estaba compuesta de casetas aduaneras. Fue el escenario de un éxodo masivo de refugiados en 1939, con motivo de la guerra civil española, éxodo que finalizó cuando las tropas franquistas lograron la posición el 9 de febrero. Desde los años 50, es uno de los puntos de pasos más importantes entre Francia y España y también un inmenso núcleo comercial, análogo al situado en El Portús (La Junquera), al otro lado de la frontera.

## Demografía
| 841 | 862 | 699 | 644 | 634 | 620 |
| Para los censos de 1962 a 1999 la población legal corresponde a la población sin duplicidades (Fuente: INSEE [Consultar]) |     |     |     |     |     |